# Reiswasserratten
Die Reiswasserratten (Tanyuromys) (Gr.: „tany“ = lang, „oura“ = Schwanz, „mys“ = Maus) sind eine zwei Arten umfassende Nagetiergattung aus der Familie der Wühler (Cricetidae). Die Harris-Reiswasserratte (Tanyuromys aphrastus), die Typusart kommt in Costa Rica und Panama vor und die Thomas-Lee-Reiswasserratte (Tanyuromys thomasleei) ist bisher nur aus dem nördlichen Ecuador bekannt.

## Merkmale
Die Reiswasserratten haben eine Kopfrumpflänge von etwa 15 cm, der Schwanz ist etwa 1,5 mal so lang wie der Rumpf, also rund 20 cm. Das Fell ist sehr lang (18 mm), dicht und weich. Die Haare sind auf den körpernahen 85 % ihrer Länge grau gefärbt und haben eine braune Spitze. Das Bauchfell ist weniger dicht und hellgrau bis rötlich ockerfarben. Die Schnauze ist kurz und gedrungen, der Hirnschädel breit und leicht eingebuchtet. Ältere Männchen entwickeln einen Scheitelkamm. Die Ohren sind klein und reichen nach vorne gelegt nicht bis zu den Augen. Sie sind auf beiden Seiten spärlich mit kurzen, schwärzlichen, dunkelbraunen oder rotbraunen Haaren bedeckt. Die Hinterfüße sind lang und schlank und zeigen die Anpassung der Gattung an eine terrestrische (bodengebundene) Lebensweise. Ihre Haut ist hellbraun gefärbt und auf ihrer Oberseite sind sie spärlich mit hell- bis dunkelbraunen Haaren bedeckt. Die Krallen sind klein, deutlich gebogen, scharf und ungekielt. Die Spitze der Krallen ist oft rötlich gefärbt. Der Schwanz ist dünn, nur wenig behaart und endet in einer kleinen Quaste. Die wenigen Haare sind schwarz oder bräunlich. Die Schwanzschuppen sind in Ringen angeordnet (ca. 14 Ringe pro cm). Weibchen haben vier Zitzenpaare.

## Systematik
Die Harris-Reiswasserratte (Tanyuromys aphrastus), heute die Typusart von Tanyuromys, wurde im Jahr 1932 durch Harris erstmals wissenschaftlich beschrieben und damals den Reisratten (Oryzomys) zugeordnet. Später wurde die Art in die Gattung Sigmodontomys gestellt und im Jahr 2012 wurde die Gattung Tanyuromys eingeführt, da sich aufgrund morphologischer und genetischer Vergleiche herausgestellt hat die Art keine gemeinsame Klade mit der Alfaro-Wasserratte (Sigmodontomys alfari) bildet.  Die Thomas-Lee-Reiswasserratte (Tanyuromys thomasleei), die zweite Art der Gattung wurde Mitte 2018 beschrieben. Innerhalb der Wühler (Cricetidae) gehört Tanyuromys zur Unterfamilie Sigmodontinae, die ausschließlich auf dem amerikanischen Kontinent vorkommt.